# Giovanni Furia
Giovanni Furia (Valle Mosso, 11 novembre 1928 – Biella, 13 settembre 2014) è stato un politico italiano.

## Biografia
La militanza politica di Giovanni Furia si svolse, nel decennio che seguì la fine della II Guerra Mondiale, nelle strutture locali del Partito Comunista Italiano del Biellese (a quei tempi incluso nella provincia di Vercelli), e in particolare della FGCI. Nel 1955 passò all'azione sindacale nella CGIL. Nei primi anni sessanta riprese la propria attività politica nel partito e dal 1963 al 1968 ricoprì il ruolo di segretario provinciale vercellese, al quale seguì quello di segretario regionale piemontese. Nel frattempo era stato eletto consigliere comunale a Biella. Tra il 1970 e il 1972 fu consigliere regionale del Piemonte, seguirono poi tre legislature durante le quali fu parlamentare alla Camera dei deputati (rimanendo in carica dal 1972 al 1983). Negli ultimi anni fu ancora consigliere della Provincia di Biella.
Morì il 13 settembre 2014 all'età di 85 anni.
Un fondo archivistico raccoglie una serie di documenti legati alla sua attività politica tra il 1945 e il 1998.